# Myxotrichaceae
Myxotrichaceae  es una familia de hongos en la clase Ascomycetes. Tiene siete géneros. Los hongos en esta familia por lo general se desarrollan sobre el terreno. En el interior de construcciones se desarrollan sobre papel, paredes húmedas, y materiales en descomposición. Producen ascocarpios setosos negros, en forma de malla, y con pequeñas ascoesporas fusiformes.  Myxotrichum deflexum  produce un pigmento rojo rosado difuso y puede producir manchas en la superficie del papel. 